# Revista RPC
Revista RPC foi um programa de televisão de variedades brasileiro exibido semanalmente aos domingos pela RPC, afiliada da Rede Globo no Paraná. Seu formato era uma "revista eletrônica" focada em assuntos do estado, como notícias da semana, cobertura esportiva e lançamento de produções cinematográficas regionais. Entre os principais quadros do programa, eram apresentados  o Casos e Causos, com produções inéditas da teledramaturgia paranaense e o objetivo de lançá-las nacionalmente. O quadro Louco de Bom apresentava cenas de comédia stand-up do humorista Diogo Portugal e Humor Mix exibia esquetes de humor de diferentes artistas paranaenses.
O programa, que estreou no dia 8 de abril de 2007, fez sua última edição no domingo, dia 28 de dezembro de 2014, quando deu lugar para a nova grade de programação de 2015 da Rede Globo.